# Zwartgestreepte bosuil
De zwartgestreepte bosuil (Strix huhula, synoniem Ciccaba huhula) is een lid van de familie van de 'echte' uilen (Strigidae).

## Verspreiding en leefgebied
Deze soort komt wijdverspreid voor in de noordelijke helft van Zuid-Amerika en telt twee ondersoorten:
- S. h. huhula: Colombia, Venezuela en de Guyana's tot oostelijk Peru, oostelijk Bolivia, noordwestelijk Argentinië en het oostelijke deel van Centraal-Brazilië.
- S. h. albomarginata: zuidoostelijk Brazilië, Paraguay en noordoostelijk Argentinië.

## Status
De grootte van de populatie is niet gekwantificeerd maar de soort wordt omschreven als tamelijk algemeen. Op de Rode lijst van de IUCN heeft deze soort de status niet bedreigd.